# Sia Kangri
Sia Kangri, també anomenat Sia Kangri I o Queen Mary Peak, és un important cim de la Baltoro Muztagh, una secció del Karakoram. Es troba a la frontera entre el Pakistan i la Xina. Amb 7.422 msnm és la 63a muntanya més alta de la Terra i la 25a del Pakistan. El pic es troba a la divisòria d'aigües entre la conca del riu Indus i la conca de Tarim. El coll Indira, que es troba 3 km a l'est, és el punt més septentrional de l'Índia.

## Geopolítica
Aproximadament un quilòmetre al sud-est del cim del Sia Kangri hi ha el punt on es troben els territoris controlats per l'Índia, el Pakistan i la Xina, i que es troben en disputa pels tres països. Tant el Pakistan com l'Índia reclamen el vessant que es troba immediatament al sud-oest del pic i està controlada pel Pakistan. El vessant nord-est forma part de l'Extensió Trans-Karakoram, controlat per la Xina en virtut d'un acord fronterer de 1963 amb el Pakistan, però reclamat per l'Índia. El vessant al sud-est és reclamat pel Pakistan i l'Índia, però és controlat per l'Índia, com a part del Ladakh.

## Geografia
La muntanya deu el seu nom a la glacera de Siachen, el naixement de la qual es troba al vessant sud-est del Sia Kangri. És la muntanya més oriental de la Baltoro Muztagh. Al nord-oest del Sia Kangri hi ha la cresta d'Urdok, una extensió del Gasherbrum I. A l'est hi ha el coll Indira, que com uneix la Baltoro Muztagh amb la Siachen Muztagh, situada al vessant nord-est de la glacera Siachen.
La sella de Conway es troba al sud-oest del Sia Kangri i el connecta amb el Baltoro Kangri i, per tant, amb les cadenes de les muntanyes Masherbrum. Al sud hi ha el Sia La, i més enllà hi ha el Ghent Kangri i la resta de les muntanyes Saltoro.
El Sia Kangri té diversos cims. Al nord-oest del cim principal hi ha el cim oest de 7.327 m d'alçada. Una mica al sud hi ha el cim central, de 7.275 metres. El cim est, de 7.325 metres, es troba al sud-oest del cim principal. El Sia Kangri II, de 7.093 metres, també conegut com a Mont Hardinge, es troba a 4,3 km al sud-est del Sia Kangri. Té una prominència de 401 metres, però és considerat un pic secundari de Sia Kangri. El Sia Kangri II no ha estat mai escalat.

## Escalada
El Sia Kangri va ser escalat per primera vegada el 1934 per l'expedició internacional de l'Himàlaia dirigida per l'alpinista suís-alemany Günter Dyhrenfurth. L'expedició que va fer cim va incloure Hettie Dyhrenfurth, que va establir el rècord mundial d'altitud femení, i que fou vigent durant 20 anys.